# Miss Itália
Miss Itália é um concurso de beleza feminino que é realizado anualmente naquele país. Foi fundado em 1939 como Miss Sorriso e desde a primeira edição oficial em 1946, participaram muitas mulheres que virariam famosas no mundo da televisão.
Há também o consurso Miss Universo Itália, realizado anualmente num paìs europeu. O concurso visa eleger a melhor representante italiana no concurso internacional e tradicional de Miss Universo. A Itália nunca ganhou uma edição do concurso. Suas melhores colocações foram o segundo lugar obtido em 1960 com Daniela Bianchi e em 1987 com Roberta Capua.
Este segundo certame é facilmente confundido com o Miss Italia Nel Mondo e do Miss Italia, ambos realizados no país, porém com diferentes finalidades. O primeiro abrange não só países europeus como também diversos ao redor do globo. O segundo visa eleger sua própria miss para nenhuma disputa internacional.

## Vencedoras de Miss Itália
- Abaixo estão as vencedoras do concurso:

- - Como 5.000 lire per un sorriso (5.000 liras por um sorriso)

| Ano  | Miss Sorriso    | Notas                       |
| 1939 | Isabella Verney | Piemonte                    |
| 1940 | Gianna Maranesi | Lombardia                   |
| 1941 | Adriana Serra   | Lombardia                   |
| 1942 | -               | Anulado por causa da guerra |
| 1943 | -               | Anulado por causa da guerra |
| 1944 | -               | Anulado por causa da guerra |

- - Como Miss Italia

| Ano  | Miss Itália                  | Notas                                   |
| 1946 | Rossana Martini              | Toscana                                 |
| 1947 | Lucia Bosè                   | Lombardia                               |
| 1948 | Fulvia Franco                | Friul-Veneza Júlia                      |
| 1949 | Mariella Giampieri           | Marcas                                  |
| 1950 | Anna Maria Bugliari          | Lácio                                   |
| 1951 | Isabella Valdettaro          | Lácio                                   |
| 1952 | Eloisa Cianni                | Lácio                                   |
| 1953 | Marcella Mariani             | Lácio                                   |
| 1954 | Eugenia Bonino               | Sicília                                 |
| 1955 | Brunella Tocci               | Calábria                                |
| 1956 | Nives Zegna                  | Lombardia                               |
| 1957 | Beatrice Faccioli            | Vêneto                                  |
| 1958 | Paola Falchi                 | Emília-Romanha                          |
| 1959 | Marisa Jossa                 | Campânia, mãe de Roberta Capua (1986)   |
| 1960 | Layla Rigazzi                | Lombardia, irmã de Alba Rigazzi (1965)  |
| 1961 | Franca Cattaneo              | Ligúria                                 |
| 1962 | Raffaella De Carolis         | Umbria                                  |
| 1963 | Franca Dall'Olio             | Sardenha                                |
| 1964 | Mirka Sartori                | Vêneto                                  |
| 1965 | Alba Rigazzi                 | Lombardia, irmã de Layla Rigazzi (1960) |
| 1966 | Daniela Giordano             | Sicília                                 |
| 1967 | Cristina Businari            | Lácio                                   |
| 1968 | Graziella Chiappalone        | Calábria                                |
| 1969 | Anna Zamboni                 | Marcas                                  |
| 1970 | Alda Balestra                | Friul-Veneza Júlia                      |
| 1971 | Maria Pinnone                | Lácio                                   |
| 1972 | Adonella Modestini           | Lácio                                   |
| 1973 | Margareta Veroni             | Toscana                                 |
| 1974 | Loredana Piazza              | Friul-Veneza Júlia                      |
| 1975 | Livia Jannoni                | Ligúria                                 |
| 1976 | Paola Bresciano              | Sicília                                 |
| 1977 | Anna Kanakis                 | Sicília                                 |
| 1978 | Loren Cristina Mai           | Lombardia                               |
| 1979 | Cinzia Fiordeponti           | Abruzzo                                 |
| 1980 | Cinzia Lenzi                 | Toscana                                 |
| 1981 | Patrizia Nanetti             | Marcas                                  |
| 1982 | Federica Moro                | Lombardia                               |
| 1983 | Raffaella Baracchi           | Piemonte                                |
| 1984 | Susanna Huckstep             | Friul-Veneza Júlia                      |
| 1985 | Eleonora Resta               | Lombardia                               |
| 1986 | Roberta Capua                | Campânia, filha de Marisa Jossa (1959)  |
| 1987 | Michela Rocco di Torrepadula | Friul-Veneza Júlia                      |
| 1988 | Nadia Bengala                | Sicília                                 |
| 1989 | Eleonora Benfatto            | Vêneto                                  |
| 1990 | Rosangela Bessi              | Lombardia                               |
| 1991 | Martina Colombari            | Emília-Romanha                          |
| 1992 | Gloria Zanin                 | Vêneto                                  |
| 1993 | Arianna David                | Lácio                                   |
| 1994 | Alessandra Meloni            | Sardenha                                |
| 1995 | Anna Valle                   | Sicília                                 |
| 1996 | Denny Mendez                 | Toscana                                 |
| 1997 | Claudia Trieste              | Calábria                                |
| 1998 | Gloria Belicchi              | Emília-Romanha                          |
| 1999 | Manila Nazzaro               | Apúlia                                  |
| 2000 | Tania Zamparo                | Lácio                                   |
| 2001 | Daniela Ferolla              | Campânia                                |
| 2002 | Eleonora Pedron              | Vêneto                                  |
| 2003 | Francesca Chillemi           | Sicília                                 |
| 2004 | Cristina Chiabotto           | Piemonte                                |
| 2005 | Edelfa Chiara Masciotta      | Piemonte                                |
| 2006 | Claudia Andreatti            | Trentino-Alto Ádige                     |
| 2007 | Silvia Battisti              | Vêneto                                  |
| 2008 | Miriam Leone                 | Sicília                                 |
| 2009 | Maria Perrusi                | Calábria                                |
| 2010 | Francesca Testasecca         | Umbria                                  |
| 2011 | Stefania Bivone              | Calábria                                |
| 2012 | Giusy Buscemi                | Sicília                                 |
| 2013 | Giulia Arena                 | Sicília                                 |
| 2014 | Clarissa Marchese            | Sicília                                 |
| 2015 | Alice Sabatini               | Lácio                                   |
| 2016 | Rachele Risaliti             | Toscana                                 |
| 2017 | Alice Rachele Arlanch        | Trentino-Alto Ádige                     |
| 2018 | Carlotta Maggiorana          | Marcas                                  |
| 2019 | Carolina Stramare            | Lombardia                               |

## Vencedoras de Miss Universo Itália
- Abaixo estão as dez últimas vencedoras do concurso:

| Ano  | Região         | Vencedora             | Cidade Natal  | I  | A    | Local do Evento                | R     |
| 2005 | Vêneto         | María Francville      | Santo Domingo | 18 | 1.78 | Spazio Etoile                  | [ 1 ] |
| 2007 | Emília-Romanha | Valentina Massi       | Forlimpopoli  | 24 | 1.75 | Teatro Giacosa                 | [ 2 ] |
| 2008 | Lombardia      | Claudia Ferraris      | Bergamo       | 20 | 1.73 | Palazzo dei Congressi          | [ 3 ] |
| 2009 | Toscana        | Laura Valenti         | Arezzo        | 25 | 1.75 | Palazzo dei Congressi          | [ 4 ] |
| 2010 | Piemonte       | Jessica Cecchini      | Borgosesia    | 20 | 1.78 | Teatro Antico di Taormina      | [ 5 ] |
| 2011 | Lácio          | Elisa Torrini         | Roma          | 22 | 1.80 | Piazzale del Soccorso          | [ 6 ] |
| 2012 | Sicília        | Grazia Maria Pinto    | Catânia       | 24 | 1.77 | Rainbow Magicland              | [ 7 ] |
| 2013 | Calábria       | Luna Isabella Voce    | Crotone       | 24 | 1.78 | Rainbow Magicland              | [ 8 ] |
| 2014 | Lombardia      | Valentina Bonariva    | Solaro        | 25 | 1.73 | MSC Splendida                  | [ 9 ] |
| 2015 | Lombardia      | Giada Pezzaioli       | Montichiari   | 22 | 1.80 | Milão                          |       |
| 2016 | Campânia       | Sophia Sergio         | Nápoles       | 24 | 1.83 | Parco dei Principi Grand Hotel |       |
| 2017 | Campânia       | Maria Polverino       | Nápoles       | 25 | 1.75 | Roma                           |       |
| 2018 | Lácio          | Erica De Matteis      | Roma          | 24 |      | Roma                           |       |
| 2019 | Campânia       | Sofia Marilú Trimarco | Buccino       | 20 | 1.83 | Cinecittà World                |       |
| 2020 | Sicília        | Viviana Vizzini       | Caltanissetta | 27 | 1.72 | GoldTV                         |       |
| 2021 | Campânia       | Caterina Di Fuccia    | Marcianise    | 23 | 1.75 | Fiera Roma                     |       |

## Resultados no Miss Universo
| Ano  | Vencedoras           | Região             | Colocação              |
| 1952 | Giovanna Mazzotti    | Lácio              |                        |
| 1953 | Rita Stazi           | Lácio              | Semifinalista (Top 16) |
| 1954 | Maria Paliani        | Lombardia          | Semifinalista (Top 16) |
| 1955 | Elena Fancera        | Lácio              |                        |
| 1956 | Rossana Galli        | Lácio              | 5º. Lugar              |
| 1957 | Valeria Fabrizzi     | Vêneto             | Semifinalista (Top 15) |
| 1958 | Clara Coppola        | Lácio              |                        |
| 1959 | Maria Buccella       | Lombardia          |                        |
| 1960 | Daniela Bianchi      | Lácio              | 2º. Lugar              |
| 1961 | Vivianne Romano      | Lácio              |                        |
| 1962 | Isa Stoppi           | Emília-Romanha     |                        |
| 1963 | Gianna Serra         | Marcas             | Semifinalista (Top 15) |
| 1964 | Emmanuela Stramana   | Vêneto             | Semifinalista (Top 15) |
| 1965 | Erika Jorger         | Lombardia          |                        |
| 1966 | Paola Bassolino      | Campânia           |                        |
| 1967 | Paola Rossi          | Vêneto             | Semifinalista (Top 15) |
| 1968 | Cristina Businari    | Lácio              |                        |
| 1969 | Diana Coccorese      | Lácio              |                        |
| 1970 | Anna Zamboni         | Lácio              | Semifinalista (Top 15) |
| 1971 | Mara Palvarini       | Lombardia          |                        |
| 1972 | Isabela Specia       | Friul-Veneza Júlia |                        |
| 1973 | Antonella Barci      | Lombardia          |                        |
| 1974 | Loretta Persichetti  | Lácio              |                        |
| 1975 | Diana Salvador       | Lombardia          |                        |
| 1976 | Diana Scapolan       | Toscana            |                        |
| 1977 | Paola Bresciano      | Sicília            |                        |
| 1978 | Andreina Mazzotti    | Lácio              |                        |
| 1979 | Elvira Puglisi       | Sicília            |                        |
| 1980 | Loredana Dal Santo   | Vêneto             |                        |
| 1981 | Anna Maria Kanakis   | Sicília            |                        |
| 1982 | Cinzia De Ponti      | Abruzos            | 3º. Lugar              |
| 1983 | Federica Maria Moro  | Lombardia          | Semifinalista (Top 12) |
| 1984 | Raffaella Baracchi   | Piemonte           |                        |
| 1985 | Beatrice Papi        | Sardenha           |                        |
| 1986 | Susanna Huckstep     | Friul-Veneza Júlia |                        |
| 1987 | Roberta Capua        | Campânia           | 2º. Lugar              |
| 1988 | Simona Ventura       | Emília-Romanha     |                        |
| 1989 | Cristiana Bertasi    | Lombardia          |                        |
| 1990 | Anna Maria Malipiero | Vêneto             |                        |
| 1991 | Maria Pia Biscotti   | Ligúria            |                        |
| 1993 | Elisa Jacassi        | Piemonte           |                        |
| 1994 | Arianna David        | Lácio              | Semifinalista (Top 10) |
| 1995 | Alessandra Meloni    | Sardenha           |                        |
| 1996 | Anna Valle           | Lácio              |                        |
| 1997 | Denny Mendez         | Toscana            | Finalista (Top 06)     |
| 1998 | Claudia Trieste      | Calábria           |                        |
| 1999 | Gloria Bellicchi     | Emília-Romanha     |                        |
| 2000 | Annalisa Guadalupi   | Lombardia          |                        |
| 2001 | Stefania Maria       | Campânia           |                        |
| 2002 | Anna Rigon           | Vêneto             |                        |
| 2003 | Silvia Ceccon        | Vêneto             |                        |
| 2004 | Laia Manetti         | Lombardia          |                        |
| 2005 | María Francville     | Vêneto             |                        |
| 2007 | Valentina Massi      | Emília-Romanha     |                        |
| 2008 | Claudia Ferraris     | Lombardia          | Semifinalista (Top 10) |
| 2009 | Laura Valenti        | Toscana            |                        |
| 2010 | Jessica Cecchini     | Piemonte           |                        |
| 2011 | Elisa Torrini        | Lácio              |                        |
| 2012 | Grazia Maria Pinto   | Sicília            |                        |
| 2013 | Luna Isabella Voce   | Calábria           |                        |
| 2014 | Valentina Bonariva   | Lombardia          | Semifinalista (Top 15) |
| 2015 | Giada Pezzaioli      | Lombardia          |                        |
| 2016 | Sofia Sergio         | Nápoles            |                        |

### Premiações Especiais
- Miss Simpatia: Laia Manetti (2004)
- Miss Fotogenia: Daniela Bianchi (1960), Emanuela Stramana (1964) e Susanna Huckstep (1986)

### Observações
1. Não houve eleição nacional para representante nos anos de 2006 e 1992.
2. Não são nascidas no País:
  1. Isa Stoppi (1962) é da Líbia.
  2. Denny Méndez (1997) é da República Dominicana.
  3. Laia Manetti (2004) é da Espanha.
  4. María Francville (2005) é da República Dominicana.

## Títulos por Região
| Região Italiana    | Vitórias | Título Mais Recente |
| ------------------ | -------- | ------------------- |
| Lácio              | 15       | 2011                |
| Lombardia          | 13       | 2015                |
| Vêneto             | 8        | 2005                |
| Sicília            | 11       | 2012                |
| Emília-Romanha     | 4        | 2007                |
| Piemonte           | 3        | 2010                |
| Toscana            | 3        | 2009                |
| Campânia           | 3        | 2001                |
| Calábria           | 2        | 2013                |
| Sardenha           | 2        | 1995                |
| Friul-Veneza Júlia | 2        | 1986                |
| Nápoles            | 1        | 2016                |
| Ligúria            | 1        | 1991                |
| Abruzos            | 1        | 1982                |
| Marcas             | 1        | 1963                |

## Galeria

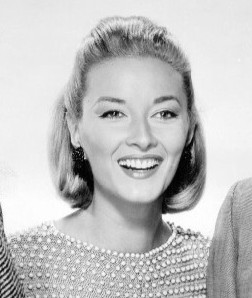
Miss Universo Itália 1960 Daniela Bianchi.
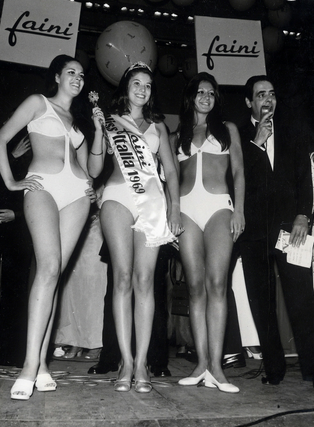
Miss Universo Itália 1969 Diana Coccorese.
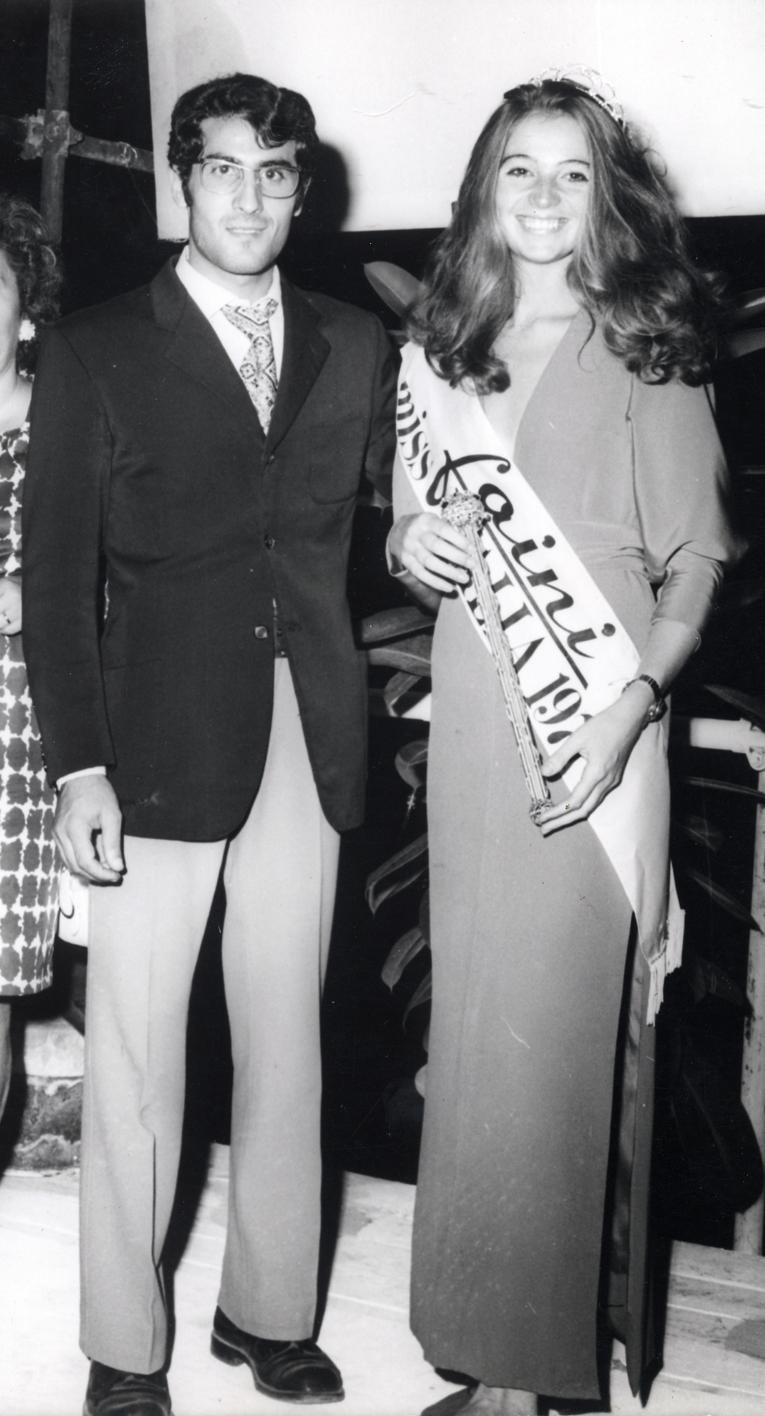
Miss Universo Itália 1971 Mara Palvarini.
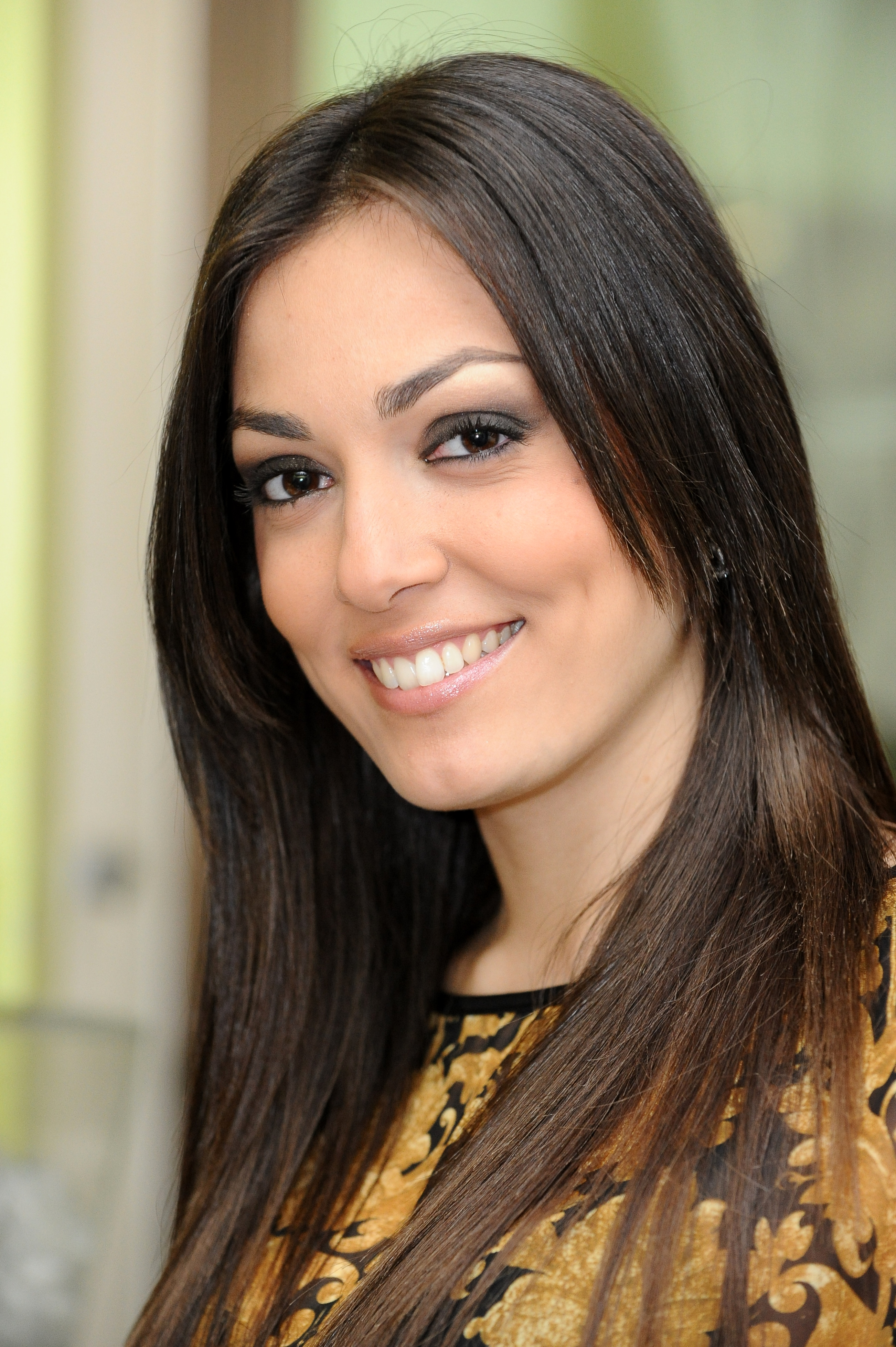
Miss Universo Itália 2012 Grazia Pinto.